# Hans Smend
Johannes „Hans“ Smend (* 13. Januar 1880 in Dudenrode; † 23. November 1970 in Georgsmarienhütte bei Osnabrück) war ein deutscher Jurist, Diplomat, Botschaftsrat.

## Beruflicher Werdegang
Als Johannes Smend geboren, wurde er im Familienkreis „Hans“ genannt. Auch in späteren Dokumenten seiner Lebensentwicklung und des beruflichen Werdeganges wird er vorrangig mit Hans angesprochen. Er besuchte als Jugendlicher das humanistische Gymnasium. Daran schloss sich ein Studium der Volkswirtschaft und Jura an den Universitäten Berlin, Götting, Grenoble und München an. Pflichtgemäß legte Smend im Sommer 1905 das Referendarexamen ab. Von da an durchlief er im preußischen Justizdienst verschiedene Arbeitsbereiche. Noch im gleichen Jahr meldete er sich zum Militärdienst und absolvierte von Oktober 1905 das Pflichtjahr als Einjährig-Freiwilliger. Nach drei Jahren legte er seine Dissertation mit einem rechtlichen Thema zur Kirchenverfassung vor und wurde im November 1908 zum Dr. jur. promoviert. Seine Studienzeit beendete er im September 1911 mit dem Assessorenexamen.
Noch im gleichen Jahr verließ Hans Smend Deutschland, um sich Sprachstudien zur Verbesserung seiner Fremdsprachenkenntnisse in England zuzuwenden. Diese Auslandszeit beendete seine Einberufung in den Auswärtigen Dienst im November 1913. Von da an schlug er eine konsularische Laufbahn ein, die jedoch schon nach einem Jahr, durch seine Mobilisierung mit Beginn des Ersten Weltkrieges im August 1914 unterbrochen wurde. Seine Einberufung an die Front erfolgte mit dem Dienstgrad eines Hauptmanns d. R. Nach zwei Jahren Militärdienst erhielt er eine Einsatzorder für die deutsche Gesandtschaft in Bern. Hier wurde er 1918 zum Legationssekretär ernannt und noch im gleichen Jahr als Vizekonsul verwendet. Mit dem Zerfall des Deutschen Kaiserreiches wurde er in den Anfangsjahren der Weimarer Republik als sogenannter „fliegender Legationssekretär“ für mehrere Länder zuständig und kehrte im Sommer 1920 nach Berlin zurück.
Ab Juli 1920 war Smend im Auswärtigen Amt, Abteilung II (Westeuropa) eingesetzt. Nach zwei Jahren wurde er zum Legationsrat und 1925 zum Legationsrat I. Klasse ernannt. Ab 1926 trug er die Amtsbezeichnung eines vortragenden Legationsrates und wurde ein Jahr später an der deutschen Botschaft in Rom eingesetzt. Hier war sein Vorgesetzter Botschafter Konstantin von Neurath. In den außerordentlich schwierigen Jahren für eine solide deutsche Außenpolitik übernahm Botschafter Ulrich von Hassell 1932 dort das Amt. In dieser Zeit wurde gezielt die Bündnispartnerschaft mit Italien durch Gespräche, Verhandlungen und gegenseitige Staatsbesuche hergestellt, an denen Smend mit beteiligt war.

## Einsatz in Asien
Im Februar 1935 wechselte Hans Smend an die deutsche Gesandtschaft nach Teheran und übernahm im Juli 1935 dort die Geschäfte als Gesandter. Hier löste er Wipert von Blücher ab, der auf Grund mehrerer, von Deutschland ausgegangener politischer Affronts, einen außerordentlich schwierigen Stand hatte. Mit dem Einsatz von Smend sollten diese immer noch anhaltenden Spannungen abgebaut werden. Durch die zwiespältige Außenpolitik Deutschlands im ostasiatischen Raum in diesen Jahren ist das jedoch nicht gelungen. Vor allem seit der Neubesetzung des Ministeramtes durch Joachim von Ribbentrop Anfang 1938 traten, durch dessen Aktionismus und die deutlich auf rigorose Durchsetzung vermeintlicher „deutscher Machtansprüche“ ausgerichteten Linien im politischen Agieren, neue Widersprüche auf. Kurz nach dem deutschen Überfalls auf Polen wurde Smend von seinen Aufgaben in Teheran entbunden. Am 16. Oktober 1939 übernahm Erwin Ettel im Iran die Amtsgeschäfte. Smend wurde zeitgleich in den einstweiligen Ruhestand versetzt, blieb jedoch noch bis Anfang 1940 im Land.

## Wieder in Deutschland
Im Sommer 1940 erhielt Hans Smend eine kommissarische Beschäftigung als Gesandter z.D. im Auswärtigen Amt in Berlin. Anfang war er in der dortigen Protokollabteilung eingesetzt. Als mit den zunehmenden Luftangriffen auf Berlin der Plan verfolgt wurde, die wichtigsten Arbeitsbereiche des Amtes auszulagern, gehörte er zeitweilig zu dem ab 1943 gebildeten Arbeitsstab. Mit konkreten Schritten und der Suche nach geeigneten Ausweichobjekten wurde er in die Aktivitäten zur Überprüfung des kriegsbedingten Standortes in Krummhübel integriert. Hier sollte er für die sichere Unterbringung der in Deutschland tätigen ausländischen Diplomaten verantwortlich zeichnen. Ende 1943 wurde der Umzug nach Krummhübel endgültig beschlossen. Sein Vorgesetzter war nunmehr der SS-Gruppenführer und Staatssekretär z. b. V. Wilhelm Keppler. Nach einer Sondierung der Örtlichkeiten im niederschlesischen Krummhübel wurde Smend Leiter der Arbeitsgruppe zur Unterbringung der ausländischen Diplomaten. Der schrittweise Umzug der einzelnen Arbeitsbereiche des Auswärtigen Amtes dorthin begann im Januar 1944. Smend selbst bezog das Berghotel „Teichmannsbaude“ und richtete hier seinen Arbeitsstab ein. In Krummhübel verblieb er noch bis Mai 1945.

## Familie
Die Eltern von Johannes Smend waren Friedrich und Gesine Smend. Er heiratete 1911 Käte Tabbert. Aus der Ehe gingen drei Kinder, Wolfgang, Renate und Herrmann hervor. Nach 1945 hatte Smend seinen Wohnsitz in Osnabrück genommen. Im November 1970 verstarb er in Georgsmarienhütte bei Osnabrück.

## Publikationen
- Die Kirchenverfassung der Grafschaft Bentheim in ihrer geschichtlichen Entwicklung, Borna Leipzig 1908